# 채형석
채형석(蔡亨碩, 1960년 8월 13일~ )은 애경그룹 총괄 부회장을 맡고 있는 대한민국의 기업인이다.

## 생애
1960년 서울에서 애경그룹 창업주 채몽인(蔡夢印)과 장영신의 장남으로 태어났다. 할아버지는 조선시대 제주판관을 역임한 채구석(蔡龜錫)이다. 
1982년 성균관대학교 경영학과 4학년 재학 당시 같은 학교 미술교육과에 다니고 있던 홍미경을 소개받아 교제 1년 만에 결혼했다. 홍미경의 아버지는 인천교육대학 음대 교수를 지낸 음악가다.
성균관대학교 경영학과를 졸업한 뒤 미국 보스턴 대학교 경영대학원에서 MBA를 취득했다. 
1985년 애경산업 감사로 애경그룹에 입사한 후 애경유지공업 대표이사, 애경백화점 수원점 대표이사, 에이알디홀딩스 대표이사, 애경백화점 평택점 대표이사, AK면세점 대표이사 등을 지냈다.
2002년 1월부터 애경그룹 부회장이 되었고, 2006년 애경그룹 총괄부회장에 올라 사실상 애경그룹을 이끌고 있다. 애경그룹 총괄부회장에 취임한 뒤 본격적으로 그룹을 이끌고 있다. 그룹의 구조개편 작업을 진두지휘하며 업계의 주목을 받았다. 애경백화점을 세워 유통업에 진출했고, 애경개발을 세워 레저와 부동산개발업을 시작했다. 제주지역 항공사 설립 파트너 자격을 따내며 제주항공으로 항공사업을 시작했다.

## 학력
- 1979년 고려고등학교
- 1983년 성균관대학교 경영학 학사
- 1985년 보스턴 대학교 경영대학원 경영학 석사

## 경력
- 1985년 애경산업 감사, 애경유지공업 감사
- 1986년 ~ 2003년 2월 애경유지공업 대표이사
- 1995년 5월 ~ 2003년 3월 수원 애경역사 대표이사
- 1999년 12월 ~ 2004년 1월 평택 애경역사 대표이사
- 2000년 8월 ~ 2001년 6월 AK면세점 대표이사
- 2002년 1월 ~ 애경그룹 총괄부회장

## 가족
- 할아버지 : 채구석(蔡龜錫, 1850년 ~ 1920년)
  - 아버지 : 채몽인(蔡夢印, 1917년 ~ 1970년)
  - 어머니 : 장영신 - 애경그룹
  - 이복누나 : 채성희(채몽인의 본처 김혜숙과의 1녀)
    - 동생 : 채은정(채형석이 평소에 친분이 두터웠던 안용찬을 소개로 결혼함)
    - 동생 : 채동석 - 애경그룹 유통·부동산개발부문 부회장(AK플라자 크리에이티브전략실 실장전무 이정은과 부부관계이다.)
    - 동생 : 채승석 - 애경개발 사장(전 아나운서 한성주와 결혼했다. 이혼했다.)
    - 배우자 : 홍미경 - AK플라자 문화아카데미 고문
      - 장녀 : 채문선 - 미국 맨해튼음대에서 성악을 전공하고 애경산업에서 근무했다. 이운형 세아그룹 회장의 장남인 이태성 세아홀딩스 전무와 2013년 결혼했다.
      - 차녀 : 채수연 - 미국 코넬 대학교를 졸업하고, 2016년 4월 정몽구 현대자동차그룹 회장의 외손자이자 선두훈 대전선병원 이사장의 아들인 선동욱과 결혼했다.
      - 장남 : 채정균
      - 조카 : 채수경
      - 조카 : 채문경
      - 이복조카 : 채총명
      - 외조카 : 안리나
      - 외조카 : 안세미
      - 외손자 : 이기철 - 장녀 채문선씨와 사위 이태성씨의 사이에서 2014년 출생한 아들이다.